# Ogyges laevior
Ogyges championi là một loài bọ cánh cứng trong họ Passalidae.